# Liste der Bodendenkmäler in Sauerlach
Auf dieser Seite sind die Bodendenkmäler in der oberbayerischen Gemeinde Sauerlach zusammengestellt. Diese Tabelle ist eine Teilliste der Liste der Bodendenkmäler in Bayern. Grundlage ist die Bayerische Denkmalliste, die auf Basis des Bayerischen Denkmalschutzgesetzes vom 1. Oktober 1973 erstmals erstellt wurde und seither durch das Bayerische Landesamt für Denkmalpflege geführt wird. Die folgenden Angaben ersetzen nicht die rechtsverbindliche Auskunft der Denkmalschutzbehörde.

## Bodendenkmäler in Sauerlach

### In der Gemarkung Arget
| Lage                              | Objekt | Akten-Nr.     | Bild           |
| --------------------------------- | --- | ------------- | -------------- |
| Arget Michelistraße 34 (Standort) | Untertägige mittelalterliche und frühneuzeitliche Befunde im Bereich der Katholischen Pfarrkirche St. Michael in Arget und ihres Vorgängerbaus. Siehe auch: St. Michael (Arget), Arget (Sauerlach) | D-1-8035-0086 | weitere Bilder |

### In der Gemarkung Eichenhausen
| Lage                                           | Objekt | Akten-Nr.     | Bild           |
| ---------------------------------------------- | --- | ------------- | -------------- |
| Eichenhausen (Standort)                        | Viereckschanze der späten Latènezeit. Siehe auch: Viereckschanze, Latènezeit | D-1-8035-0030 |                |
| Eichenhausen (Standort)                        | Grabhügel vorgeschichtlicher Zeitstellung. | D-1-8035-0032 |                |
| Eichenhausen Oberbiberger Straße 10 (Standort) | Untertägige mittelalterliche und frühneuzeitliche Befunde im Bereich der Katholischen Kuratiekirche St. Margareth in Altkirchen und ihres Vorgängerbaus. Siehe auch: St. Margaret (Altkirchen), Altkirchen (Sauerlach) | D-1-8035-0084 | weitere Bilder |
| Eichenhausen (Standort)                        | Grabhügel vorgeschichtlicher Zeitstellung. | D-1-8035-0144 |                |
| Eichenhausen (Standort)                        | Grabhügel vorgeschichtlicher Zeitstellung. | D-1-8035-0145 |                |
| Eichenhausen (Standort)                        | Grabhügel vorgeschichtlicher Zeitstellung. | D-1-8035-0146 |                |
| Eichenhausen (Standort)                        | Grabhügel vorgeschichtlicher Zeitstellung. | D-1-8035-0147 |                |

### In der Gemarkung Sauerlach
| Lage                               | Objekt | Akten-Nr.     | Bild           |
| ---------------------------------- | --- | ------------- | -------------- |
| Sauerlach (Standort)               | Grabhügel vorgeschichtlicher Zeitstellung. Siehe auch: Hügelgrab | D-1-8035-0031 |                |
| Sauerlach (Standort)               | Verebnete Grabhügel vorgeschichtlicher Zeitstellung. | D-1-8035-0033 |                |
| Sauerlach (Standort)               | Grabhügel vorgeschichtlicher Zeitstellung. | D-1-8035-0042 |                |
| Sauerlach (Standort)               | Straße der römischen Kaiserzeit mit begleitenden Materialentnahmegruben (Teilstück der Trasse Augsburg-Salzburg). Siehe auch: Römische Kaiserzeit                                         | D-1-8035-0051 |                |
| Sauerlach Kirchstraße 1 (Standort) | Untertägige mittelalterliche und frühneuzeitliche Befunde im Bereich der Katholischen Pfarrkirche St. Andreas in Sauerlach und ihrer Vorgängerbauten. Siehe auch: St. Andreas (Sauerlach) | D-1-8035-0082 | weitere Bilder |
| Sauerlach (Standort)               | Untertägige mittelalterliche und frühneuzeitliche Befunde im Bereich der Katholischen Filialkirche St. Ulrich in Lanzenhaar und ihres Vorgängerbaus. Siehe auch: Lanzenhaar               | D-1-8035-0094 |                |
| Sauerlach (Standort)               | Wüstung des Mittelalters und der frühen Neuzeit (Lanzenhaar). Siehe auch: Wüstung, Mittelalter                                                                                            | D-1-8035-0095 |                |
| Sauerlach (Standort)               | Grabhügel vorgeschichtlicher Zeitstellung. | D-1-8035-0143 |                |
| Sauerlach (Standort)               | Grabhügel vorgeschichtlicher Zeitstellung. | D-1-8035-0148 |                |
| Sauerlach (Standort)               | Untertägige frühneuzeitliche Befunde im Bereich der Waldkapelle St. Anna bei Sauerlach (ehemalige Hofkapelle der Schwaige Staucherting).                                                  | D-1-8035-0155 | weitere Bilder |
| Sauerlach (Standort)               | Dorfwüstung des Mittelalters und der frühen Neuzeit (Schwaige Staucharting). | D-1-8035-0156 |                |

## Gemeindeübergreifende Bodendenkmäler
| Lage                   | Objekt                                     | Akten-Nr.     | Bild           |
| ---------------------- | ------------------------------------------ | ------------- | -------------- |
| Oberhaching (Standort) | Grabhügel vorgeschichtlicher Zeitstellung. | D-1-8035-0040 | weitere Bilder |